# برتراند روینه
برتراند روینه (فرانسوی: Bertrand Roiné‎؛ زادهٔ ۱۷ فوریهٔ ۱۹۸۱) بازیکن هندبال اهل فرانسه است.
از باشگاه‌هایی که در آن بازی کرده‌است می‌توان به باشگاه ورزشی الاهلی قطر اشاره کرد.

## نگارخانه

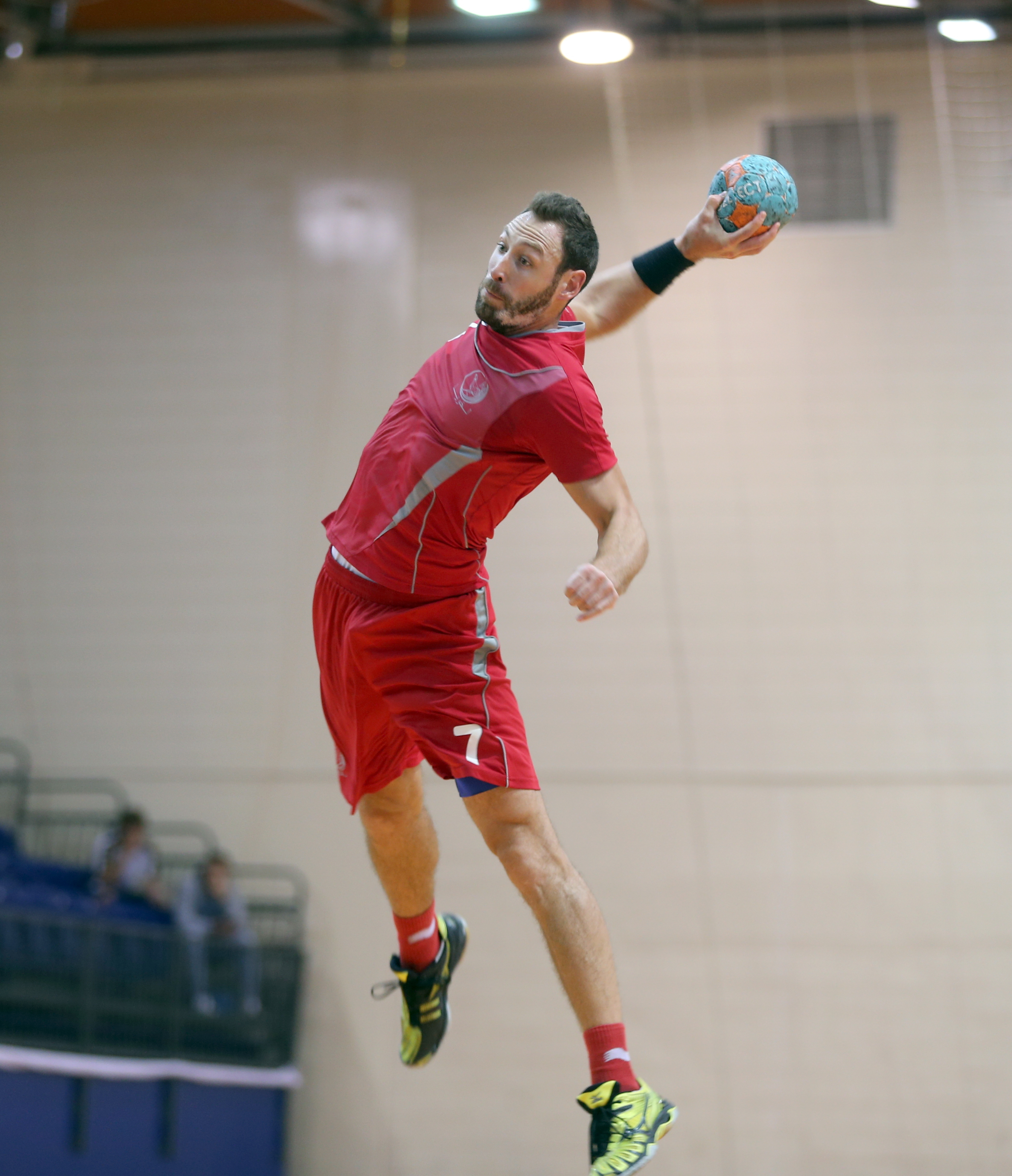
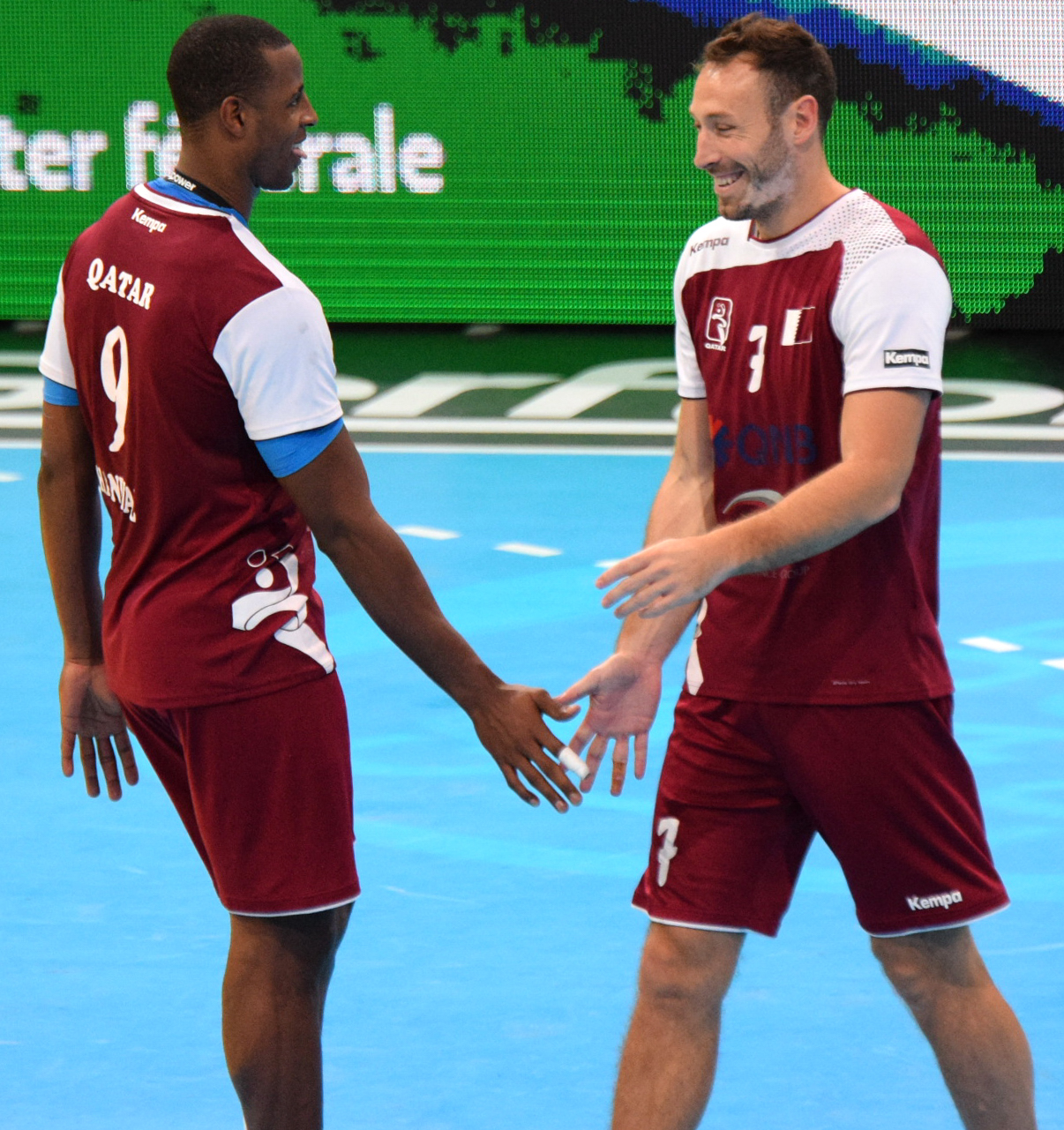
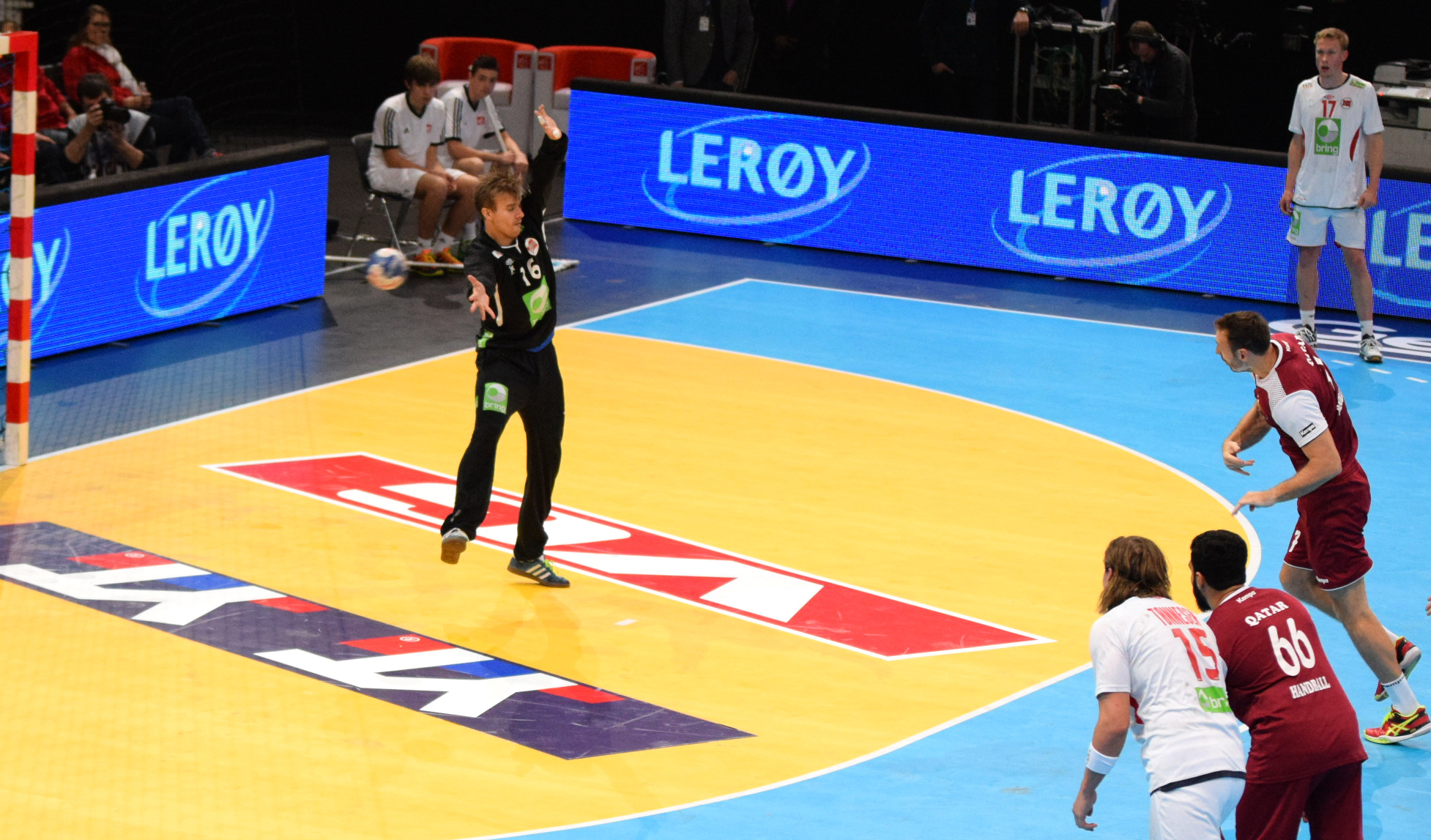
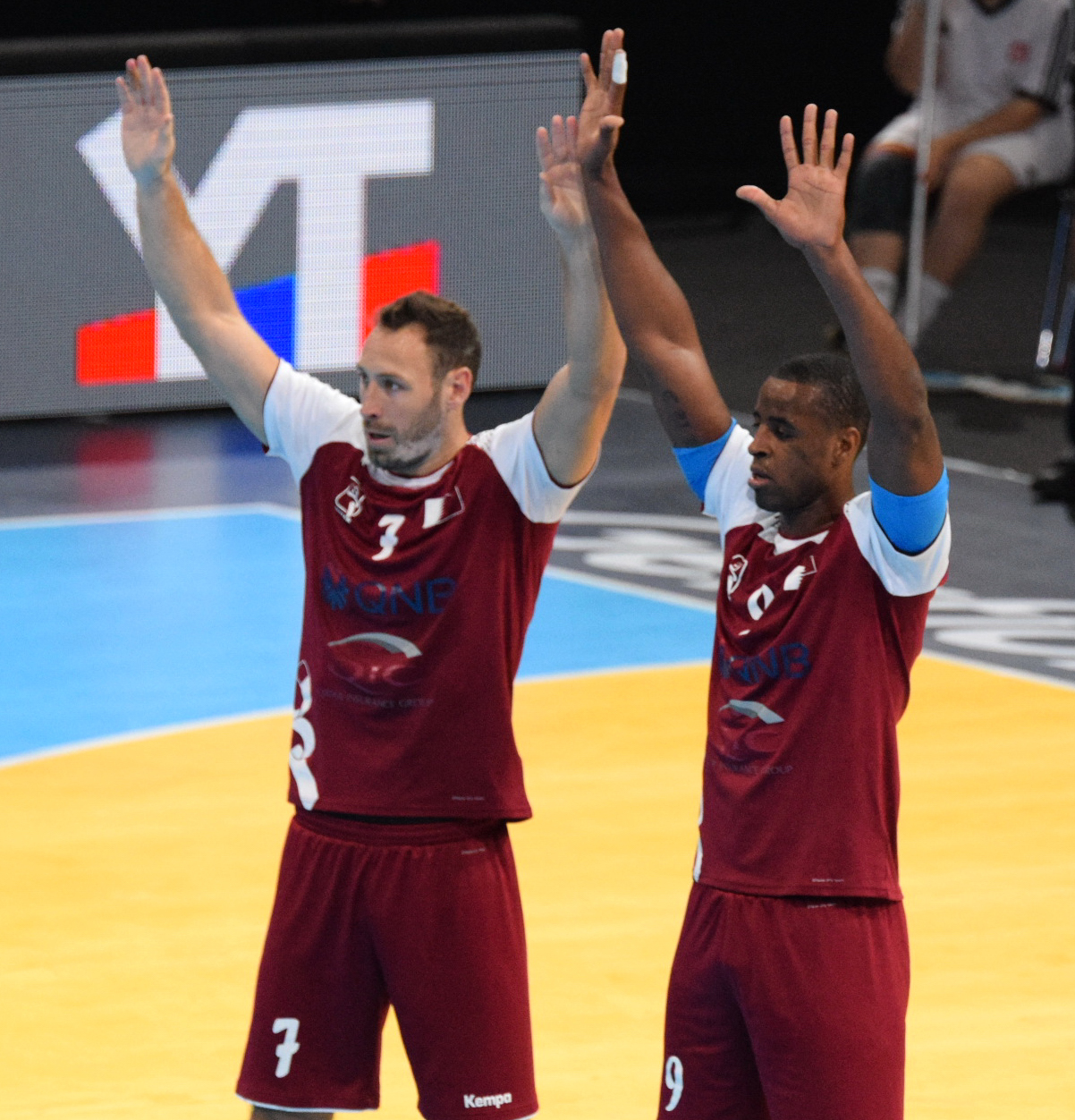
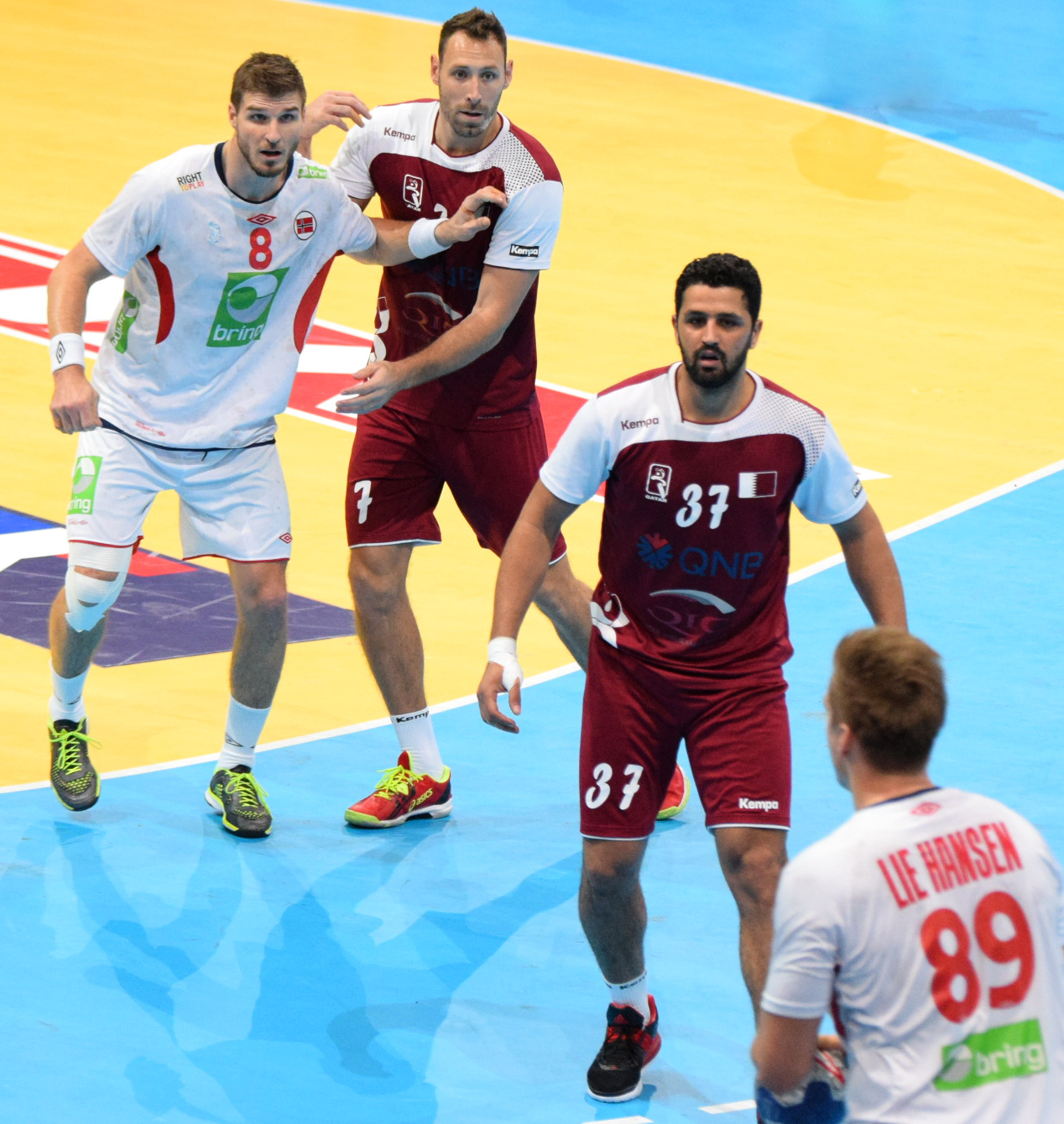